# وولپینگهاوزن
وولپینگهاوزن (به آلمانی: Wölpinghausen) یک شهر در آلمان است که در شاومبورگ واقع شده‌است. وولپینگهاوزن ۱٬۷۶۲ نفر جمعیت دارد.